# Raekwon

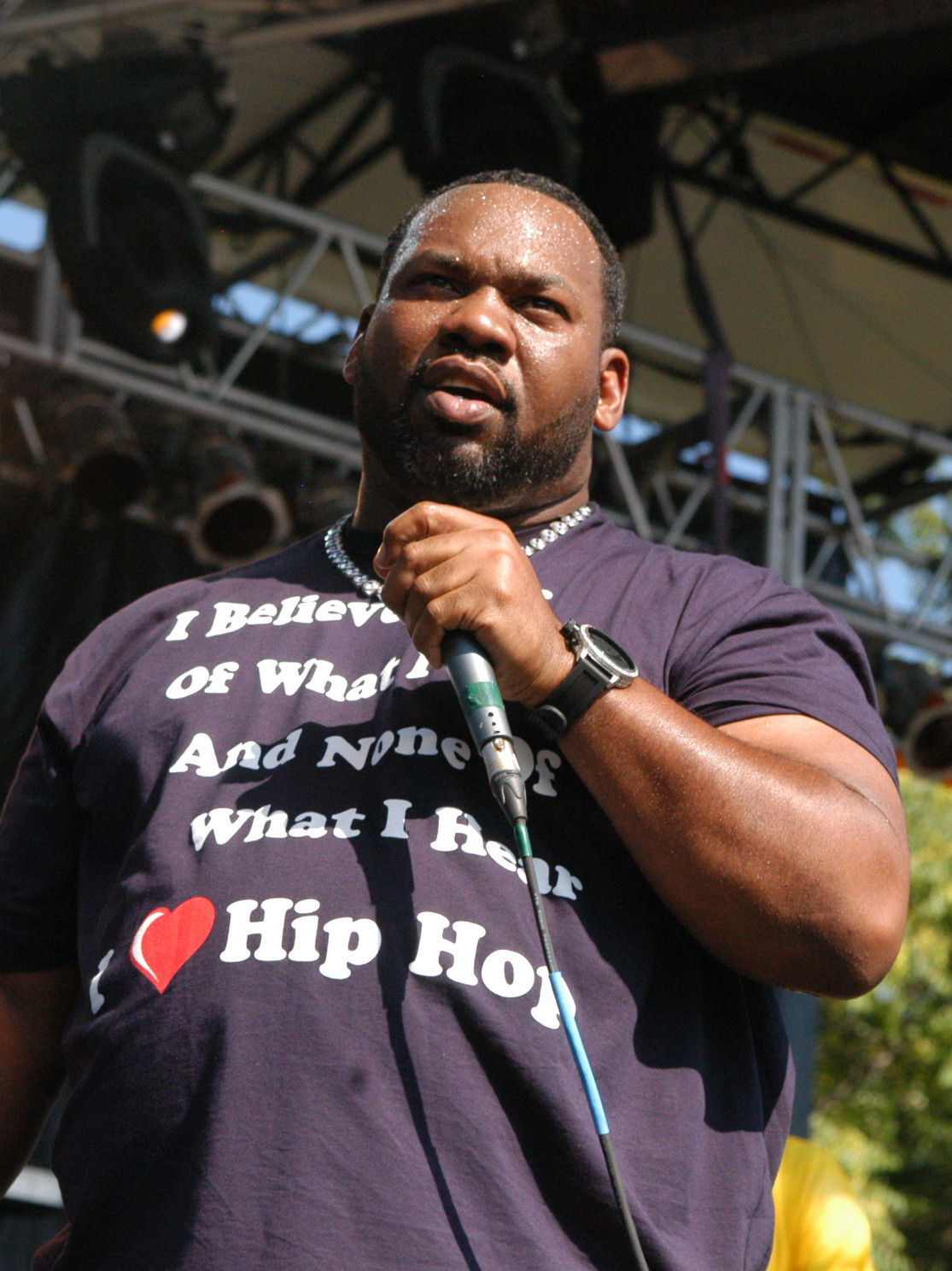
Raekwon (2010)

Raekwon (* 12. Januar 1970 in Brooklyn, New York; bürgerlich Corey Woods) ist ein US-amerikanischer Rapper. Er ist Mitglied des Wu-Tang Clans und veröffentlichte auch mehrere Solo-Alben. Ihn zeichnet besonders sein schneller Flow aus.

## Biografie
Raekwon wurde 1993 noch vor Erscheinen der ersten Wu-Tang-Clan-Platte Enter the Wu-Tang (36 Chambers) Mitglied des Clans. Sein erstes Soloalbum, Only Built 4 Cuban Linx…, erschien 1995 bei Loud Records. Es erhielt begeisterte Kritiken, verkaufte sich damals aber nur mäßig; heute gilt es als eines der wichtigsten HipHop-Alben der 1990er. Seine Fähigkeit, Geschichten zu erzählen, verglichen einige Kritiker mit Kool G Rap, und das Album hatte maßgeblichen Anteil daran, die Motive von Mafia- und Gangsterfilmen in der Hip-Hop-Musik salonfähig zu machen.
Raekwon war am nächsten Wu-Tang-Album Wu-Tang Forever beteiligt, bevor er 1999 sein nächstes Solo-Album Immobilarity veröffentlichte. Zur Überraschung vieler wurde diese Platte nicht von der Wu-Tang-Hauscrew, sondern von Newcomern produziert. Kritiker und Fans reagierten auf das Album gemischt, es verkaufte sich aber von all seinen Solo-Platten am besten und wurde mit einer Goldenen Schallplatte ausgezeichnet. Zu dieser Zeit arbeitete er auch mit Ghostface Killah auf dessen Alben Supreme Clientele und Bulletproof Wallets sowie mit Fat Joe und OutKast (Skew It on the Bar-B).
Im Dezember 2003 erschien The Lex Diamond Story – Lex Diamond ist eine New Yorker Verbrecherlegende –, eine Platte, die von der Kritik eher negativ und von Fans durchwachsen aufgenommen wurde.
Das nächste Solo-Album von Raekwon Only Built 4 Cuban Linx… Pt. II, das unter anderem von Dr. Dre, Busta Rhymes und RZA produziert wurde, sollte ursprünglich Mitte 2007 über Aftermath Entertainment das Label von Dr. Dre erscheinen. Aufgrund von „Kommunikationsproblemen“ mit Aftermath und Dr. Dre wurde das Erscheinen erst auf 2008 und schließlich auf 2009 verschoben. Im Frühjahr 2009 verkündete der Rapper die Fertigstellung des Albums und benannte EMI Records als Label.

## Diskografie

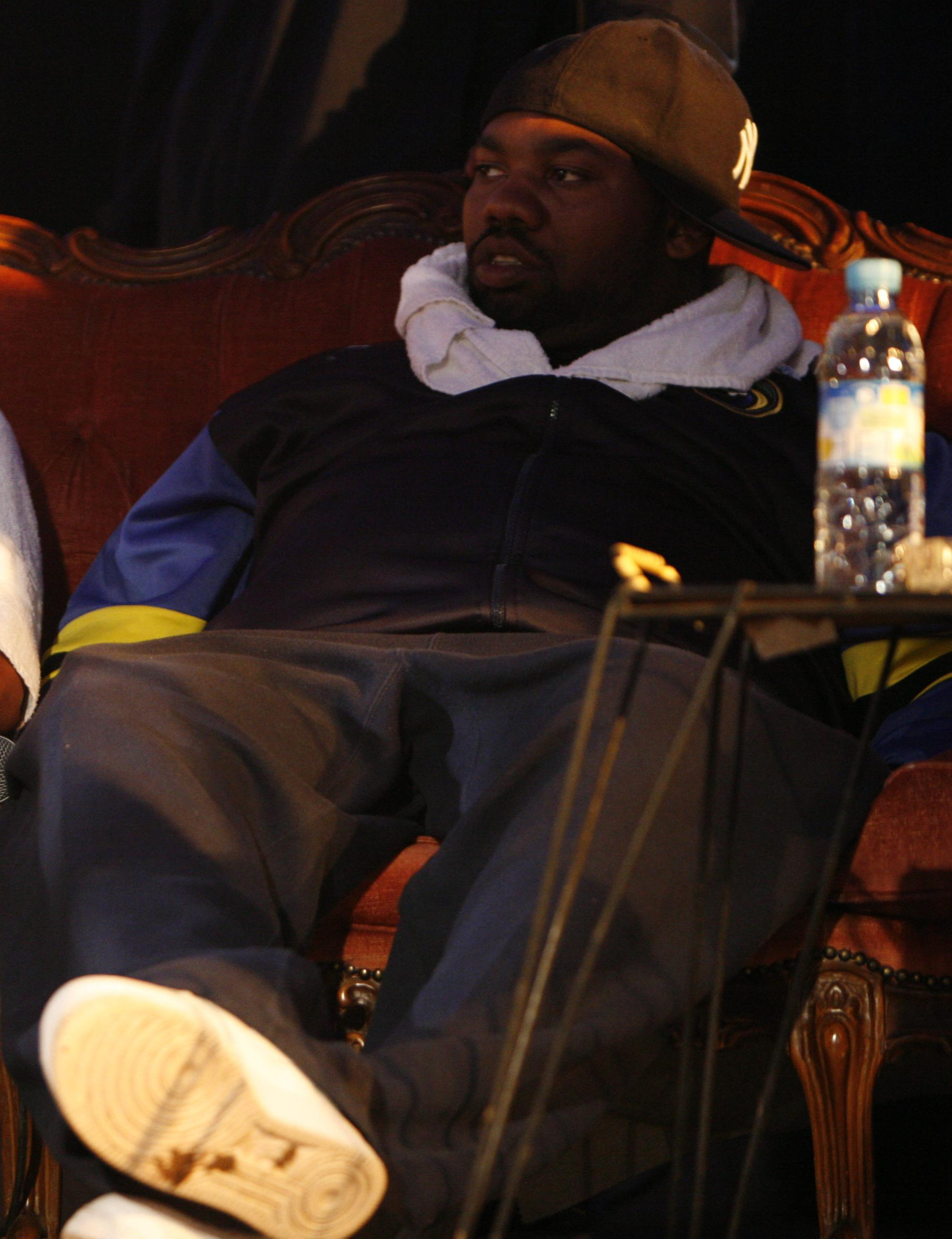
Raekwon (2008)

Für Veröffentlichungen mit dem Wu-Tang Clan siehe dort.

### Studioalben
| Jahr | Titel                           | Höchstplatzierung, Gesamtwochen, AuszeichnungChartplatzierungen (Jahr, Titel, Platzierungen, Wochen, Auszeichnungen, Anmerkungen) | Höchstplatzierung, Gesamtwochen, AuszeichnungChartplatzierungen (Jahr, Titel, Platzierungen, Wochen, Auszeichnungen, Anmerkungen) | Anmerkungen                             |
| Jahr | Titel                           | UK | US | Anmerkungen                             |
| ---- | ------------------------------- | --- | --- | --------------------------------------- |
| 1995 | Only Built 4 Cuban Linx…        | UK85 Silber · (3 Wo.)UK | US4 Gold · (21 Wo.)US | Erstveröffentlichung: 1. August 1995    |
| 1999 | Immobilarity                    | — | US9 Gold · (9 Wo.)US | Erstveröffentlichung: 16. November 1999 |
| 2003 | The Lex Diamond Story           | — | US102 (4 Wo.)US | Erstveröffentlichung: 16. Dezember 2003 |
| 2009 | Only Built 4 Cuban Linx… Pt. II | UK84 (1 Wo.)UK | US4 (9 Wo.)US | Erstveröffentlichung: 8. September 2009 |
| 2011 | Shaolin vs Wu-Tang              | — | US12 (4 Wo.)US | Erstveröffentlichung: 8. März 2011      |
| 2015 | Fly International Luxurious Art | — | US60 (1 Wo.)US | Erstveröffentlichung: 28. April 2015    |
| 2017 | The Wild                        | — | US88 (1 Wo.)US | Erstveröffentlichung: 24. März 2017     |

### Kollaboalben
| Jahr | Titel       | Höchstplatzierung, Gesamtwochen, AuszeichnungChartsChartplatzierungen (Jahr, Titel, Platzierungen, Wochen, Auszeichnungen, Anmerkungen) | Anmerkungen                                                             |
| Jahr | Titel       | US | Anmerkungen                                                             |
| ---- | ----------- | --- | ----------------------------------------------------------------------- |
| 2010 | Wu-Massacre | US12 (5 Wo.)US | Erstveröffentlichung: 30. März 2010 mit Method Man und Ghostface Killah |

### Kompilationen
- 2009: The Babygrande Recordings

### Mixtapes
- 2004: The Chef vs The Butcher (mit CHOPS)
- 2006: The Vatican Mixtape Vol. 1
- 2006: The Vatican Mixtape Vol. 2: The DaVinci Code
- 2006: Heroin Only
- 2007: The Vatican Mixtape Vol. 3: House of Wax
- 2008: Chef Cocaine Cooked
- 2009: Blood on Chef’s Apron
- 2009: Cuban Revolution
- 2009: Staten Go Hard Vol. 1
- 2010: Coke Up in da Dollar Bill
- 2010: The Vatican Mixtape Vol. 4
- 2010: Cocainism Vol. 2
- 2011: Trouble Makers
- 2012: Unexpected Victory
- 2013: Lost Jewlry
- 2014: We Wanna Thank You

### EPs
- 2011: Dope on the Table
- 2013: The Tonite Show EP (mit DJ Flesh)

### Singles
| Jahr | Titel Album                                                 | Höchstplatzierung, Gesamtwochen, AuszeichnungChartsChartplatzierungen (Jahr, Titel, Album, Platzierungen, Wochen, Auszeichnungen, Anmerkungen) | Anmerkungen                                            |
| Jahr | Titel Album                                                 | US | Anmerkungen                                            |
| ---- | ----------------------------------------------------------- | --- | ------------------------------------------------------ |
| 1995 | Glaciers of Ice / Criminology Only Built 4 Cuban Linx…      | US43 (9 Wo.)US | feat. Ghostface Killah, Masta Killa und Blue Raspberry |
| 1995 | Incarcerated Scarfaces / Ice Cream Only Built 4 Cuban Linx… | US37 (18 Wo.)US | feat. Ghostface Killah, Method Man und Cappadonna      |

Weitere Singles (Auswahl)
- 1995: Heaven & Hell
- 1999: Live from New York
- 1999: Planet of the Apes
- 2015: I Got Money (feat. A$AP Rocky) (Juice CD #128)
- 2015: Resurrection Morning (feat. Ghostface Killah und Bilal) (Juice CD #130)

### Gastbeiträge
- 2018: Gonna Love Me (Remix) (Teyana Taylor feat. Ghostface Killah, Method Man & Raekwon, US: Gold)

## Auszeichnungen für Musikverkäufe
Anmerkung: Auszeichnungen in Ländern aus den Charttabellen bzw. Chartboxen sind in ebendiesen zu finden.
| Land/RegionAuszeichnungen für Musikverkäufe (Land/Region, Auszeichnungen, Verkäufe, Quellen) | Silber  | Gold     | Platin | Verkäufe  | Quellen   |
| -------------------------------------------------------------------------------------------- | ------- | -------- | ------ | --------- | --------- |
| Vereinigte Staaten (RIAA)                                                                    | —       | 3× Gold3 | —      | 1.500.000 | riaa.com  |
| Vereinigtes Königreich (BPI)                                                                 | Silber1 | —        | —      | 60.000    | bpi.co.uk |
| Insgesamt                                                                                    | Silber1 | 3× Gold3 | —      |           |           |